# 4-я бронетанковая бригада (Великобритания)
4-я бронетанковая бригада (англ. 4th Armoured Brigade, также Чёрные крысы) — бригада британской армии, в настоящее время базирующаяся в Каттерике, Северный Йоркшир, в составе 1-й (британской) дивизии. 
Бригада, ныне известная как «Чёрные крысы», была сформирована в 1939 году и участвовала в кампании в Западной пустыне. Впоследствии «Чёрные крысы» участвовали во вторжении на Сицилию и в боях в Италии, а затем в битве за Нормандию и наступлении через Бельгию, Голландию и Германию. Совсем недавно бригада принимала участие в Первой войне в Персидском заливе и совершила несколько поездок на Балканы в 1990-х годах. С тех пор «Чёрные крысы» дважды отправлялись в Ирак и один раз в Афганистан для участия в операции «Геррик-12» в 2010 году. Бригада вернулась в провинцию Гильменд в Афганистане в октябре 2012 года для участия в операции «Геррик-17» в качестве основного подразделения британских войск. Во время патрулирования бригада оказывала поддержку 3/215-й бригаде афганской армии и подразделениям Афганской национальной полиции.

## История
В 1939 году, в начале Второй мировой войны, эта бригада сменила название с Тяжёлой бронетанковой бригады (Египет) на 4-ю бронетанковую бригаду.
27 июля 1941 года она передала свои подразделения 1-й армейской танковой бригаде и получила новые подразделения из Египта. Она была снова реорганизована, когда штаб прибыл на Сицилию и взял под контроль новые подразделения. 4-я бронетанковая бригада участвовала в боевых действиях в Северной Африке, Сицилии и Италии, а также в кампании в Северо-Западной Европе. Хотя он служил во многих различных подразделениях, наибольшую известность он получил в составе 7-й бронетанковой дивизии, «Пустынных крыс».
Бригада покинула 7-ю бронетанковую дивизию в Северной Африке в 1943 году, чтобы присоединиться к союзным войскам, вторгшимся в Нормандию. В июне 1944 года войска бригады высадились в Нормандии и стали первой бригадой, переправившейся через Рейн в Германию.

### Эпоха Холодной войны
Бригада провела много лет в Германии в составе Британской армии на Рейне. Бригада участвовала в Первой войне в Персидском заливе в рамках операции «Грэнби» в 1990–1991 годах и участвовала в освобождении Кувейта. В 1991 году она была передислоцирована в Оснабрюк, чтобы заменить 12-ю бронетанковую бригаду в составе 1-й (британской) бронетанковой дивизии.

### После холодной войны
4-я бронетанковая бригада была направлена в Боснию в октябре 1995 года в качестве подразделения СООНО штаб-квартира в юго-западном секторе, а затем в качестве ведущего подразделения Великобритании в составе сил НАТО по выполнению задач (IFOR).  По возвращении в Соединенное Королевство она была переведена из 1-й (британской) бронетанковой дивизии в 3-ю (британскую) механизированную дивизию. С тех пор «Чёрные крысы» дважды отправлялись в Ирак и один раз в Афганистан для участия в операции «Херрик-12» в 2010 году. Бригада вернулась в провинцию Гильменд в Афганистане в октябре 2012 года для участия в операции «Херрик-17» в качестве ведущего подразделения британских войск. Во время ротации бригада оказывала поддержку 3/215-й бригаде афганской армии и подразделениям афганской национальной полиции.

## Внешние ссылки
- 4th Infantry Brigade
- Desert Rats Association - Brigade History
- British Army Locations from 1945